# Effet Benjamin Franklin

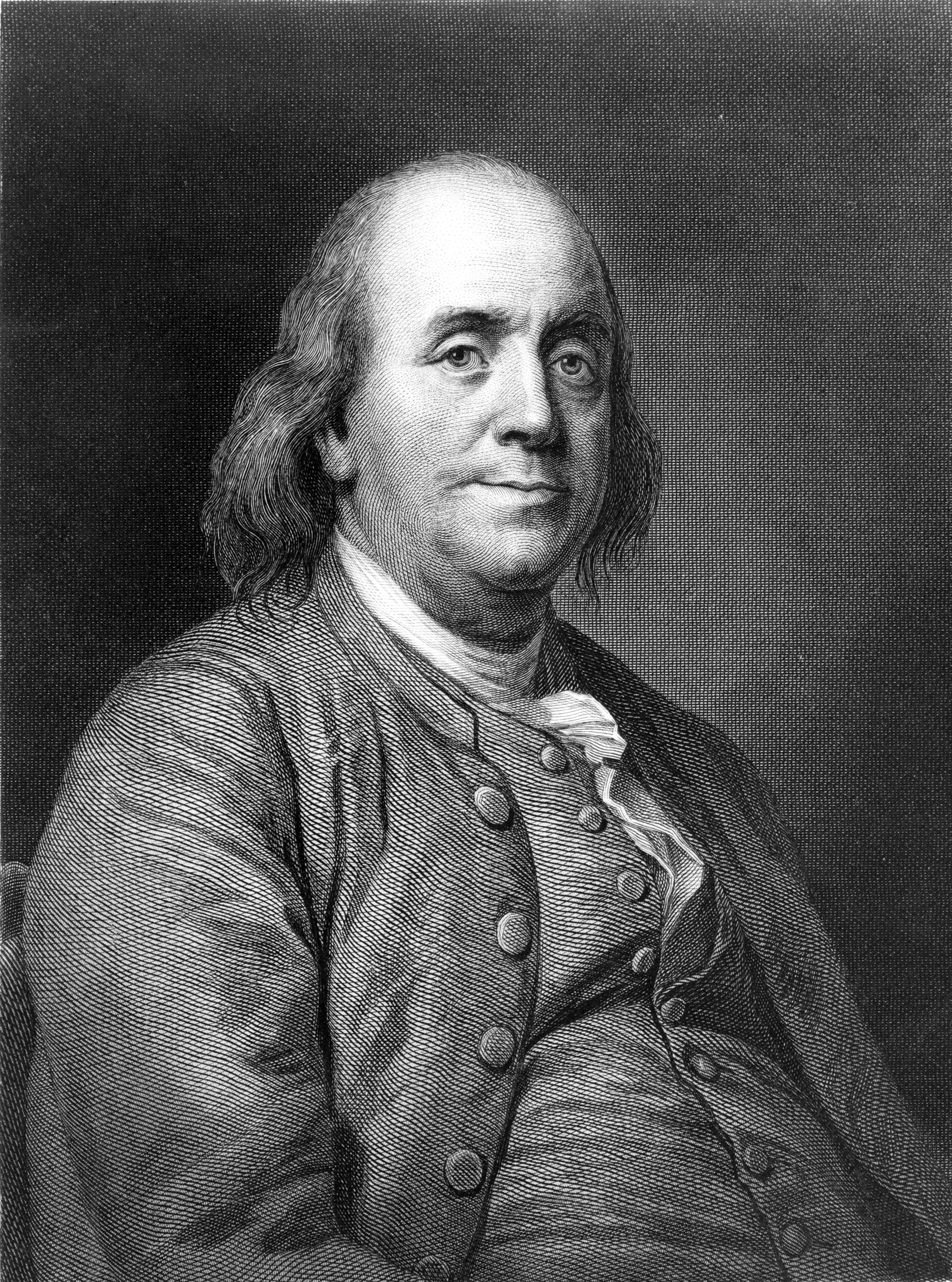
Benjamin Franklin donne son nom à l'effet.

L'effet Benjamin Franklin est un phénomène psychologique : une personne qui a déjà fait une faveur à une autre personne a plus de chances d'en faire une seconde que si elle avait reçu une faveur de cette autre personne. Une explication de cet effet passe par la dissonance cognitive : les gens pensent aider d'autres gens parce qu'ils les aiment, même si ce n'est pas le cas, car leurs esprits veulent maintenir à tout prix une cohérence entre leurs actions et leurs émotions.
En d'autres termes, l'effet Benjamin Franklin est le résultat de l'attaque de sa propre conception de soi-même. Chaque personne développe une image de soi-même, qui persiste car les incohérences de son vécu sont réécrites et réinterprétées.

## Observation de l'effet par Benjamin Franklin
Benjamin Franklin, qui donne son nom à l'effet, raconte ce qu'il décrit comme une « vieille maxime » dans son autobiographie : « Celui qui vous a fait une gentillesse sera plus prêt à vous en faire une autre, que celui qui est votre obligé. »
Dans son autobiographie, il explique comment il a résolu l'animosité d'un rival lorsqu'il était membre de l'Assemblée générale de Pennsylvanie au XVIIIe siècle :

« Ayant appris qu'il avait dans sa bibliothèque un livre très rare et curieux, je lui écrivis un mot, exprimant mon désir de consulter ce livre, et lui demandant la faveur de me le prêter pour quelques jours. Il l'envoya immédiatement, et je le lui rendis environ une semaine plus tard avec un second mot, indiquant que j'avais fortement apprécié la faveur. Quand nous nous revîmes à la Chambre des représentants, il me parla (ce qu'il n'avait jamais fait avant), et avec beaucoup de civilité ; et à partir de ce moment il fut prêt à me servir en toute occasion, nous devînmes donc bons amis, et cette amitié dura jusqu'à sa mort. »

## Recherches
La première étude de l'effet est faite par Jon Jecker et David Landy en 1969, où des étudiants sont appelés à participer à un concours organisé par les chercheurs où ils peuvent gagner de l'argent. Après la fin du concours, un tiers des étudiants ayant « gagné » sont contactés par l'organisateur, qui leur demande de rendre l'argent en affirmant qu'il a utilisé ses propres fonds pour payer les prix du concours et est à court d'argent ; un autre tiers est contacté par une secrétaire qui leur demande de rendre l'argent car il vient du département de psychologie qui manque de fonds ; le dernier tiers n'est pas contacté du tout. On demande ensuite aux trois groupes s'ils apprécient le chercheur. Le second groupe l'aime le moins, le premier le plus, ce qui semble vouloir dire que passer par un intermédiaire pour demander une faveur a eu un effet négatif sur leur appréciation, mais demander directement augmente leur appréciation,.
En 1971, deux psychologues de l'université de Caroline du Nord, John Schopler et John Compere font une expérience :

« Ils ont demandé aux sujets de faire passer des tests d'apprentissage à des complices prétendant être d'autres étudiants. Ils ont dit aux sujets que les « apprenants » devaient regarder les professeurs frapper des motifs avec des bâtons sur une série de cubes de bois. Les apprenants devaient ensuite répéter ces motifs. Chaque professeur devait utiliser deux méthodes différentes sur deux personnes différentes, une à la fois. Pour la première, le professeur devait encourager quand l'apprenant répétait le bon motif. Dans l'autre, le professeur critiquait et insultait l'apprenant quand il échouait. Ensuite, les chercheurs ont fait remplir un questionnaire d'évaluation incluant des questions sur leur attirance (humaine, pas amoureuse) vis-à-vis des apprenants. Dans tout le panel, les apprenants ayant reçu les insultes étaient moins bien notés que ceux qui avaient reçu les encouragements. »

La conduite des sujets envers les complices modifie leur perception de ces derniers : « On a tendance à aimer les gens envers qui on est gentil, et à ne pas aimer les gens envers qui on est grossier ».
Les résultats sont reproduits dans une étude plus récente, mais plus petite, par le psychologue Yu Niiya avec des sujets japonais et américains.

## L'effet comme exemple de dissonance cognitive
La perception de Benjamin Franklin a été citée comme un exemple de la théorie de la dissonance cognitive, qui affirme que les personnes changent d'attitude ou de comportement pour résoudre des tensions, ou « dissonances », entre leurs pensées et leurs actions. Dans le cas de l'effet Benjamin Franklin, la dissonance est entre l'appréciation négative d'une personne, et le fait de savoir qu'on a fait une faveur à cette personne,. Un blogueur spécialisé en sciences explique le phénomène de cette manière : « La théorie de la perception de soi affirme que notre cerveau se conduit comme un observateur extérieur, qui observe continuellement ce que nous faisons puis cherche des explications à ces actions, qui influencent ensuite nos croyances sur nous-mêmes... Notre cerveau observateur n'aime pas quand nos actions ne correspondent pas à ce que nous croyons sur nous-mêmes, une situation qu'on appelle généralement dissonance cognitive. Donc, à chaque fois que notre comportement est en conflit avec nos croyances (par exemple, quand nous faisons une faveur à quelqu'un que nous n'aimons pas beaucoup et vice-versa, quand nous faisons du mal à une personne que nous sommes censés aimer), ce conflit déclenche immédiatement une alarme dans le cerveau. Le cerveau a une réponse intelligente : il change nos sentiments de manière à réduire le conflit et arrêter l'alarme. »

## Autres explications
Le psychologue Yu Niiya attribue le phénomène au fait que la personne à qui on demande une faveur répond à ce qu'elle perçoit comme une demande de l'autre personne d'initier une relation amicale. Cette théorie expliquerait que l'effet Benjamin Franklin ne fonctionne pas quand on passe par un intermédiaire.

## Utilisations
Dans le domaine de la vente, l'effet Benjamin Franklin peut être utilisé pour construire des relations clients. Au lieu d'offrir de l'aide à un client potentiel, le vendeur peut choisir de lui demander au contraire son assistance : « Par exemple, demandez-leur de vous indiquer quels avantages du produit ils jugent les plus attractifs, quelle devrait être la cible du marché, ou quels produits devraient être intéressants dans quelques années. Cette faveur, non retournée, peut vous faire paraître aimable et améliorer votre capacité à gagner le temps et l'investissement du client à l'avenir. »
L'effet Benjamin Franklin peut aussi être observé dans des relations entre mentor et protégé. Ces relations, selon Steve Dalton du Huffington Post, « sont définies par un déséquilibre fondamental de savoir et d'influence. Tenter d'équilibrer les relations avec un mentor peut avoir un effet négatif, car l'inversion des rôles et l'aide non demandée peuvent mettre votre mentor dans une situation inattendue et gênante. »
L'effet a été décrit par Dale Carnegie dans son livre Comment se faire des amis, où il interprète la demande de faveur comme « une forme subtile mais efficace de flatterie ».

« Comme le suggère Dale Carnegie, quand nous demandons une faveur à un collègue, nous indiquons que nous considérons qu'il a quelque chose que nous n'avons pas : plus d'intelligence, de savoir, de compétence ou d'autre chose. C'est une autre manière de montrer de l'admiration et du respect, que l'autre personne peut ne pas avoir remarquée avant. Cela améliore immédiatement son opinion vis-à-vis de nous, et la rend plus désireuse de nous aider, parce qu'elle a apprécié d'être admirée et a réellement commencé à nous aimer. »

Yu Niiya affirme que l'effet prouve la théorie de la dépendance (甘え, amae) de Takeo Doi, décrite dans son livre Le jeu de l'indulgence. Selon lui, un comportement dépendant, ressemblant à celui des enfants, crée un lien de type parent-enfant où l'un des partenaires se considère comme prenant soin de l'autre.
L'effet Benjamin Franklin est également considéré dans le cadre du dressage des chiens, en pensant « plus au côté humain de la relation que de celui des chiens eux-mêmes ». Les dresseurs comparent souvent les effets des méthodes de renforcement positif et de renforcement négatif sur les chiens, mais il peut aussi être pertinent de « considérer les effets que ces deux approches peuvent avoir sur le dresseur. L'effet Benjamin Franklin suggère que la manière dont nous traitons les chiens influence la manière dont nous les percevons en tant qu'individus, en particulier à quel point nous les aimons (ou pas). Quand nous faisons de gentilles choses pour nos chiens, comme leur donner des friandises, les féliciter, les caresser ou jouer pour renforcer les comportements attendus, ce traitement peut faire en sorte que nous les aimions davantage. Au contraire, si nous employons des mots durs, des colliers étrangleurs ou si nous les frappons pour tenter de changer leur comportement, alors... nous commencerons à moins aimer nos chiens. »

## Effet inverse
L'inverse de l'effet Benjamin Franklin est également prouvé : lorsqu'on fait du mal à quelqu'un, on l'aime moins. Il s'agit de déshumaniser l'autre personne pour justifier les mauvais traitements qu'on lui fait subir.
On suppose que si les soldats ayant tué des ennemis au combat les détestent par la suite, il s'agit d'un « mécanisme psychologique qui réduit la dissonance liée à l'acte de tuer ». Ce phénomène pourrait aussi « expliquer les conflits de longue durée comme l'affaire Hatfield-McCoy » ou la notion de vendetta dans certaines cultures : « Une fois qu'on commence, on peut devenir incapable de s'arrêter, et s'engager dans un comportement qu'on n'autoriserait jamais en temps normal. » Une autre source ajoute : « Les geôliers finissent par mépriser les prisonniers ; les gardiens de camps finissent par mépriser leurs captifs ; les soldats justifient ce qu'ils font à leurs ennemis. C'est difficile de faire du mal à quelqu'un qu'on admire. C'est encore plus difficile de tuer un autre être humain. Voir celui à qui on fait du mal comme quelque chose qui vaut moins que soi, quelque chose de moins qu'humain, qui mérite ce qu'il subit, permet de se voir soi-même comme une personne bonne et honnête, et rester sain d'esprit. »